# Os Resentidos
Os Resentidos es un grupo gallego de pop y rock fundado por Antón Reixa y Alberto Torrado que perteneció a la Movida viguesa. Otros miembros de la banda fueron Rubén Losada y Javier Soto. Javier terminó abandonando en 1985 y fue sustituido por Xabier Debesa. El líder de la banda, Antón Reixa, era el vocalista y letrista, y los otros dos componentes se encargaban de la instrumentación (guitarra, saxo, bajo, gaita, teclados y programaciones). Se separaron en 1994, pero el grupo nuevamente se reintegró.
Según José Colmeiro sus obras ofrecen una mezcla postmoderna heterogénea de «tradición y modernidad», «integrando lo rural y lo urbano». Su canción más popular fue Galicia Canibal (fai un sol de carallo) (1986) y contiene la frase más célebre del rock gallego: Fai un sol de carallo. Ha sido considerada un himno de la Movida gallega.
Su disco más aclamado por la crítica fue Jei (GASA, 1990), elegido por la revista musical Rockdelux como mejor disco nacional del año.[cita requerida]
Fue uno de los grupos gallegos más populares en la década de los años 1980.
La canción «Fai un Sol de Carallo» (conocida también como Galicia Caníbal) es considerada una de las «200 mejores canciones del pop – rock español», según la revista estadounidense Rolling Stone. Aparece en el segundo capítulo de la serie Fariña. 

## Discografía
- Vigo, capital Lisboa (Grabaciones Accidentales [GASA], 1984).[1]
- Fai un Sol de Carallo (Gasa, 1986).[17]
- Música Doméstica (Gasa, 1987).
- Fracaso Tropical (Gasa, 1988).
- Jei (1990).[17]
- Delikatessen (Gasa, 1992).
- Están aquí (1993).[17]
- Made in Galicia 84-94 (Gasa, 1994). Disco recopilatorio.
- Fai un sol de carallo @ Suite (2016)  (Grabado en Directo)  Disco recopilatorio con temas populares y con algunas canciones nuevas.
- Organización Nautilus (Altafonte, 2021).

## Sencillos
- Nautilus (Altafonte, 2021).